# Kostel svaté Anny (Staré Město pod Sněžníkem)
Kostel svaté Anny ve Starém Městě pod Sněžníkem je renesanční stavbou z roku 1618. Barokně upraven v roce 1689. V roce 1964 byl zapsán na seznam kulturních památek České republiky. Svým charakterem se poněkud liší od dalších renesančních kostelů v okrese (Velké Losiny, Branná, Sobotín) – namísto valené lunetové klenby je zaklenut křížovou klenbou (podobně jako kostel v Bratrušově). U příležitosti svátku sv. Anny se zde koná poutní slavnost.

## Historie kostela
Podle zpráv z dějin města a okolí mělo Staré Město již roku 1350 kostel a faru. Kostel sv. Anny byl postaven v letech 1617–18 na místě starého kostela. Traduje se, že jej dala postavit Eliška Petřvaldská z Petřvaldu patrně na popud Jesuity P. Jana Schmidtlina, který od roku 1615 konal na Kolštejnském panství katolické misie. Stavitelem kostela byl pravděpodobně Antonio Thoma, který vlastnil stavební huť ve Velkých Losinách. V červenci 1618 vysvětil kostel správce olomouckého biskupství Arnošt Platejz. V roce 1689 byly boční lodě kostela upraveny vestavěnými emporami a původní štíhlá okna byla nahrazena dvěma řadami lunetových oken.
Kostel původně neměl předsazenou zvonovou věž, ta se stavěla až v letech 1657–62. Schodiště k věži je z roku 1713. Věžní báň, kterou dostal kostel dnešní podobu, se stavěla v letech 1731–32, kříž na ní pochází z hutě v Rejhoticích. Kostel měl tři zvony, podle farní kroniky nejstarší pocházel z roku 1522 a vážil 751,5 kg. V roce 1823 pukl a byl nahrazen novým z roku 1835. Zvony byly za války zabaveny a odvezeny, stejně jako cimbály věžních hodin. V roce 2000 byly do věže instalovány dva nové zvony – zvon sv. Panna Maria (220 kg) a sv. Edit Stein (345 kg). 

## Popis stavby

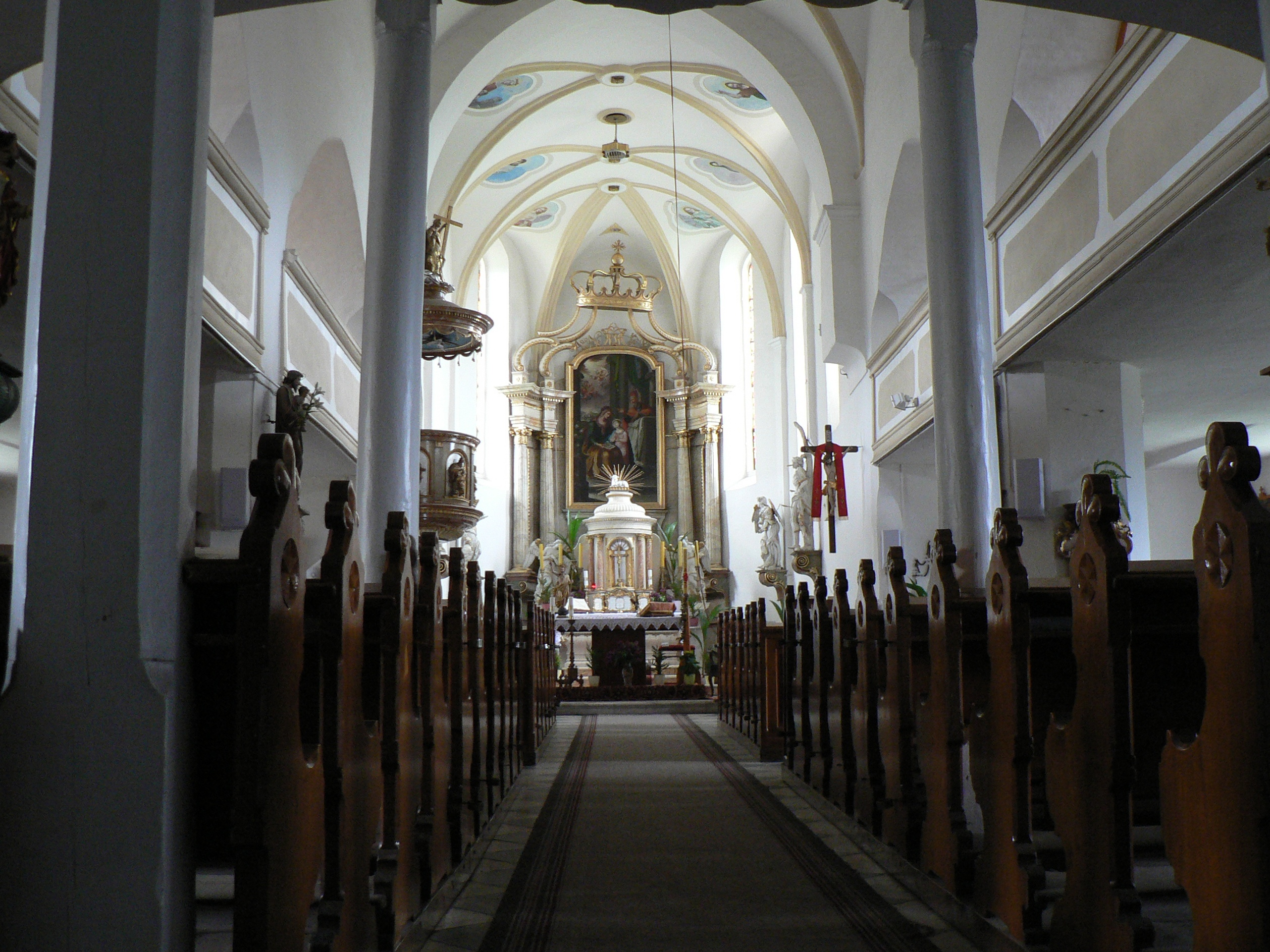
Interiér kostela

Kostel je trojlodní, pozdně renesanční stavbou s představenou kvadratickou věží. Hlavní věž kostela se vypíná do výše 48 m a je zakončena dvojramenným křížem. Protáhlá báň složitého tvaru má osobitý ráz s pozoruhodně řešenou konstrukcí a oválným otvorem v dolní části pro zařízení na bití čtvrtí i celých hodin. Původní hodinový stroj sloužící od roku 1907 byl nahrazen novým. Vnější fasáda je rytmicky členěna řadou hranolovitých, jednou odstupňovaných pilířů. Boční strany lodi jsou prolomeny dvěma řadami čtvercových oken, která jsou zakončena segmentem. Polygonální presbytář má úzká, vysoká okna zakončená lomeným obloukem. Mezi pilíři na severní straně lodi se nacházejí dva nízké přístavky. V průčelí po levé straně věže je situován válcovitý přístavek sahající do úrovně druhého podlaží věže.
Hlavní loď je zaklenuta křížovou klenbou, nad oběma bočními loděmi jsou zpěvácké tribuny. Boční lodi jsou mnohem nižší než hlavní loď. Pozoruhodný je svým provedením portál s vchodem do sakristie z presbytáře i starobylé, ručně kované železné dveře. Hrobka pod podlahou pochází z roku 1657 a má dva vchody.
Původní oltář se nezachoval. Z oltářního souboru zůstaly dvě sochy andělů–světlonošů, zřejmě z dílny Michaela Klahra z polského Landeku (z roku 1725) po stranách hlavního oltáře. Střed oltářního retábulu tvořilo původně sousoší sv. Anny samotřetí s Ježíškem na klíně, který vztahuje ruce k Panně Marii stojící na levé straně. Stejně jako další sochy sv. Šebestiána a sv. Jana Nepomuckého jsou připisovány Michalu Kösslerovi z Kladska. Současná podoba hlavního oltáře je tvořena obrazem sv. Anny, nad kterým je na ozdobných obloucích umístěna velká koruna nesoucí kříž na zlaté lesklé báni.
Původní varhany postavil jako své největší dílo Karl Welzel z Králík v roce 1784. Přestavbu provedla v roce 1936 firma Rieger z Krnova.

## Okolí kostela
Areál kostela stojí na vyvýšenině v horní části města, lemován od severu řadou stoletých lip. Ze strany jižní sousedí se hřbitovem ohrazeným pevnou kamennou zdí. Márnice u kostela pochází ze druhé poloviny 18. století.
K areálu kostela patří ohradní zeď s krytou vstupní branou a dvěma kaplemi se štíty zakončenými trojúhelníkem. V západní kapli je umístěno sousoší Olivetské hory, ve východní kapli sousoší Korunovace Krista. Vpravo před vstupní branou do areálu je postaven kamenný kříž.

## Galerie

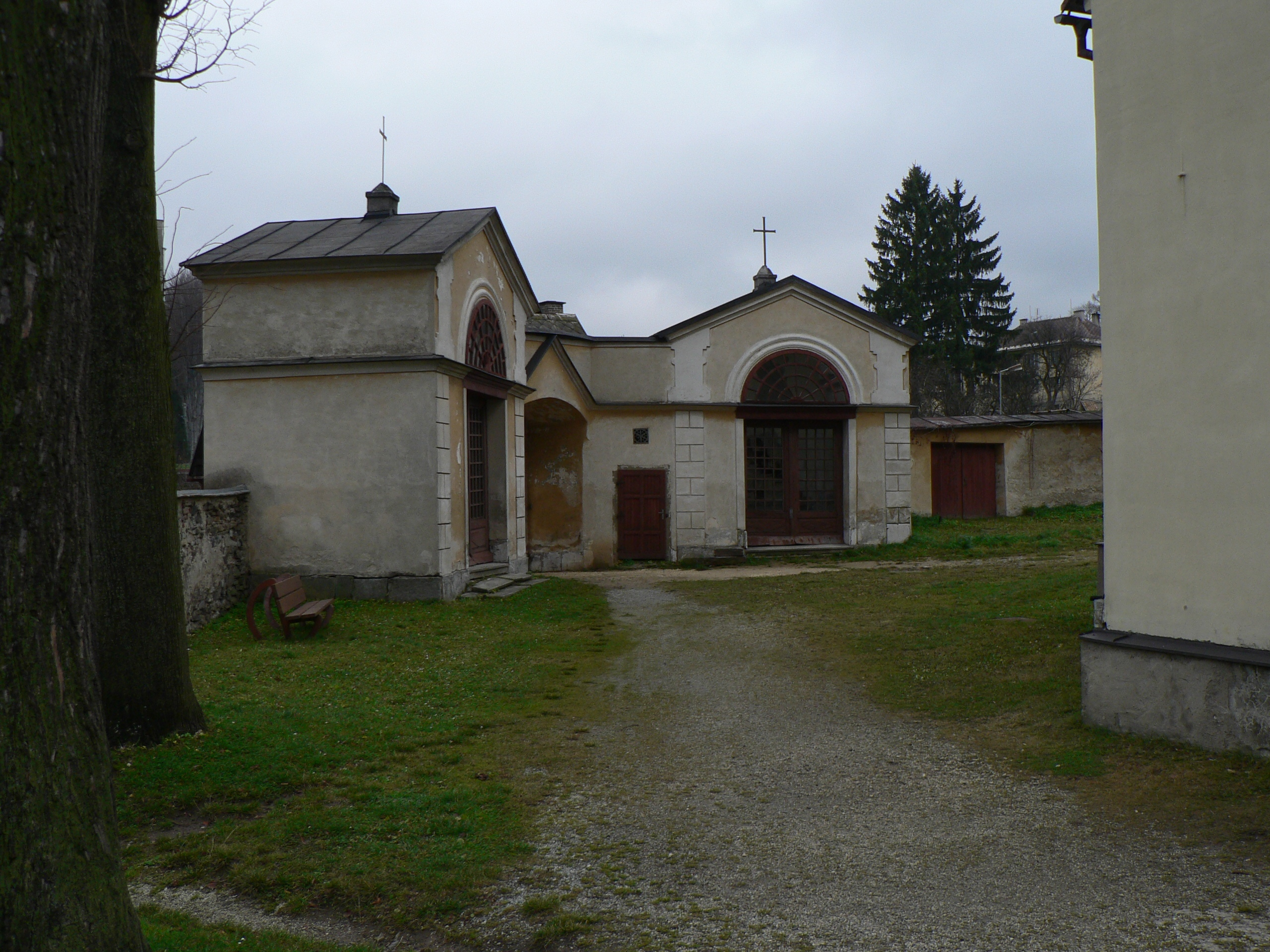
Kaple u vstupní brány
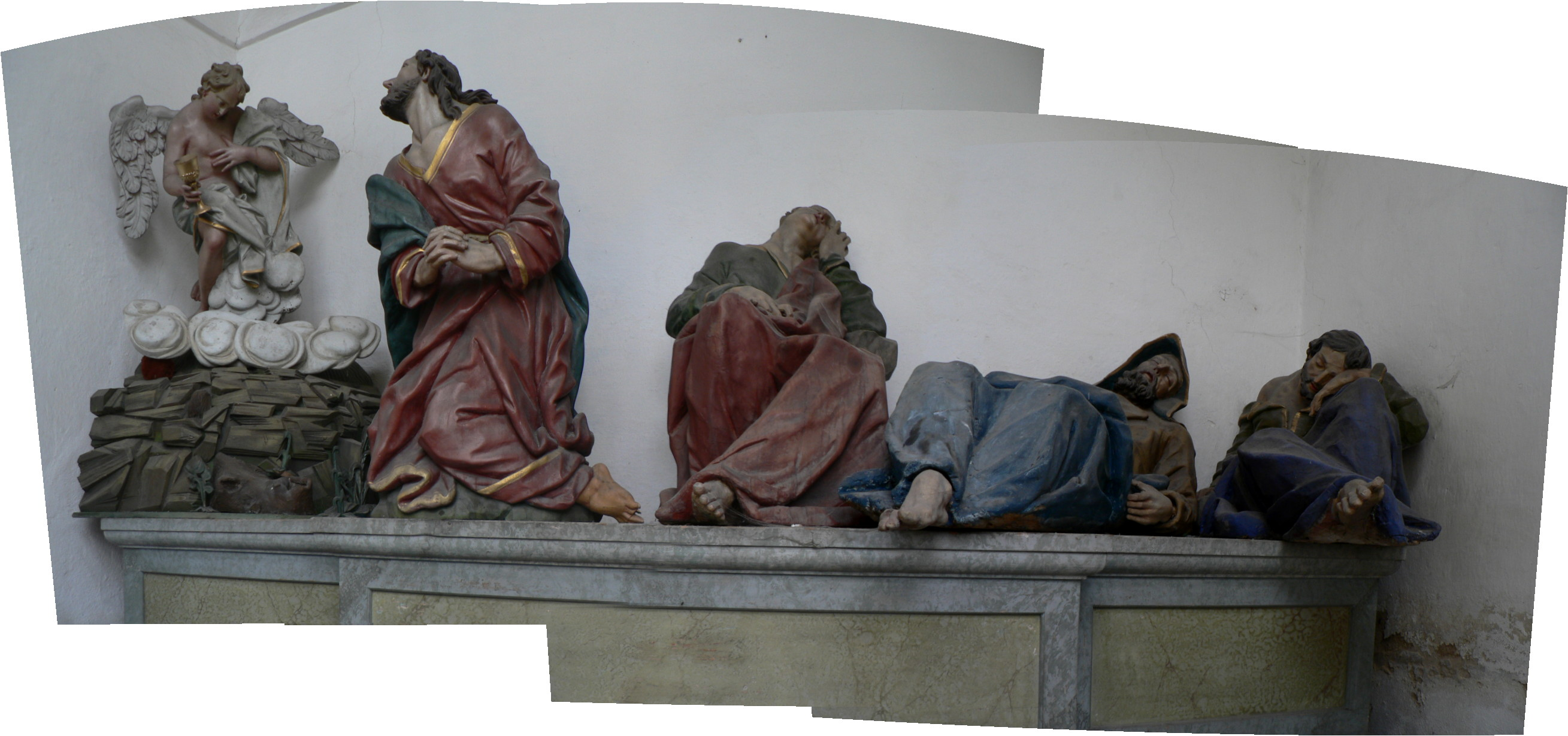
Sousoší Olivetské hory
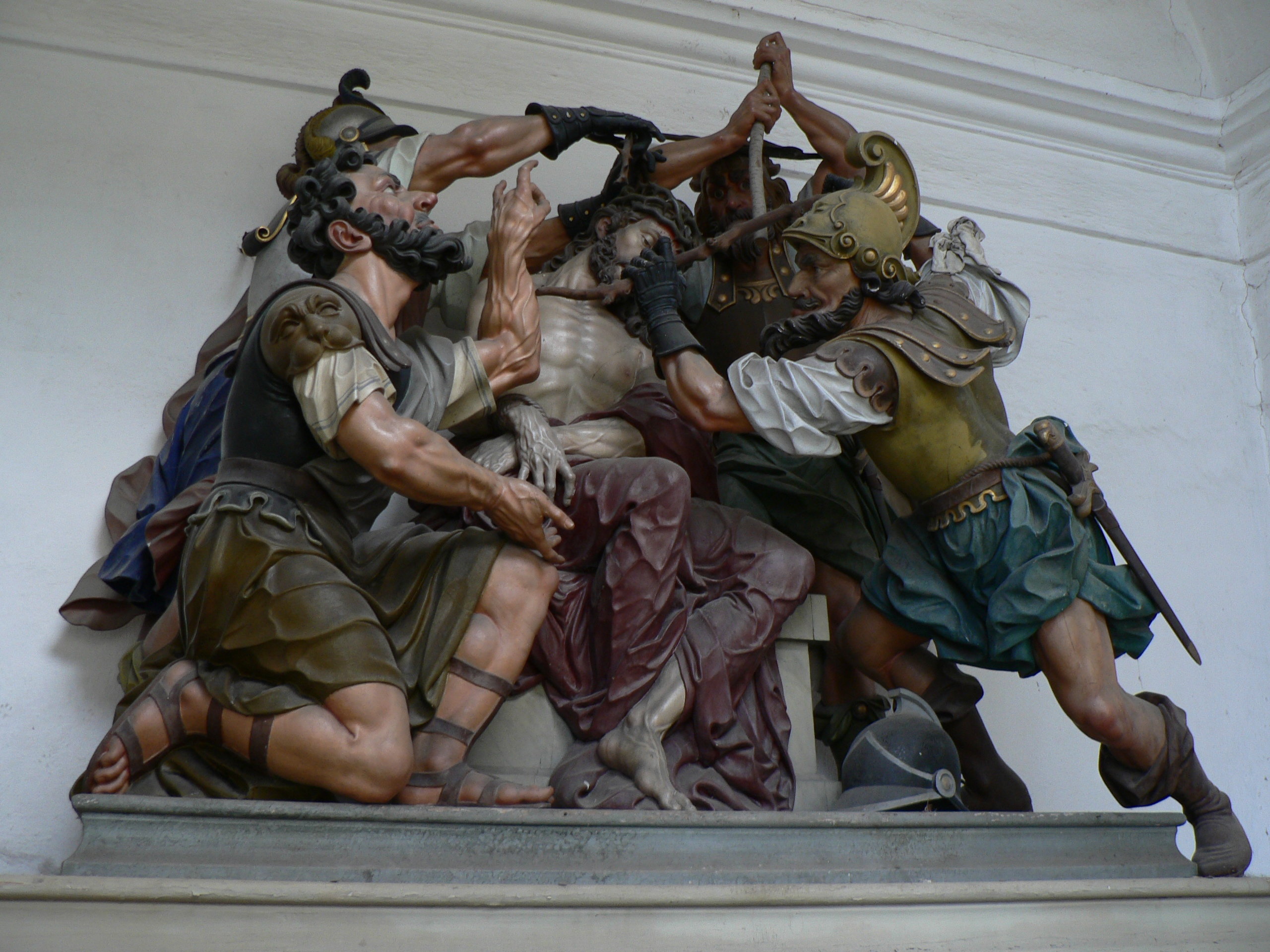
Sousoší Korunovace Krista
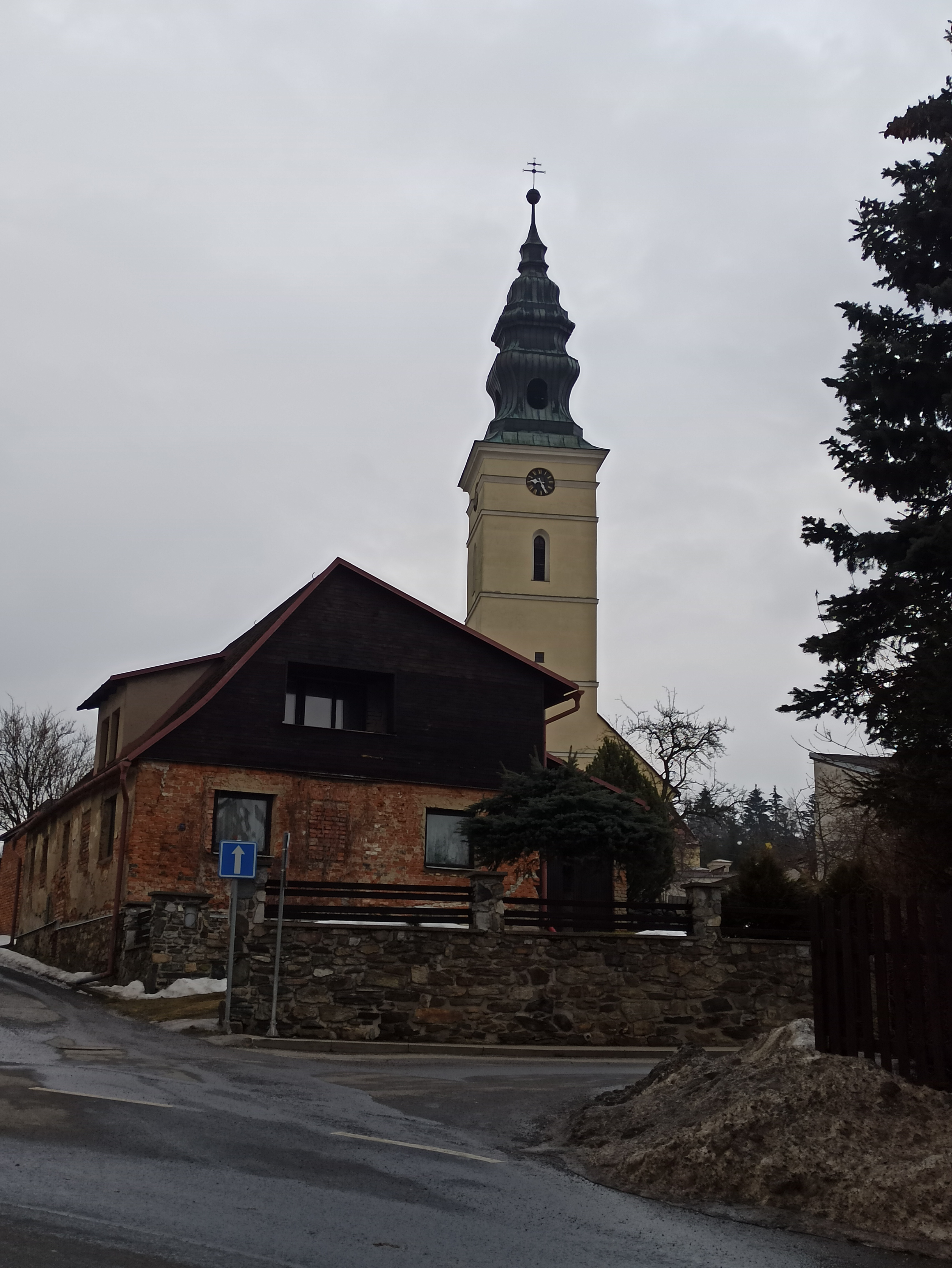
Pohled z ulice Hanušovická